# Deficiència d'isomerasa de triosfosfat
La deficiència d'isomerasa de triosfosfat és un rar trastorn metabòlic autosòmic recessiu que es va descriure inicialment el 1965.
És una enzimopatia glicolítica única que es caracteritza per anèmia hemolítica crònica, cardiomiopatia, susceptibilitat a infeccions, disfunció neurològica greu i, en la majoria dels casos, mort a la primera infància. La malaltia és excepcionalment rara, amb menys de 100 pacients diagnosticats a tot el món.

## Genètica
Fins al moment s'han descobert tretze mutacions diferents en el gen respectiu, que es troba al cromosoma 12p 13 i codifica l'omnipresent enzim de neteja triosifosfat isomerasa (TPI). El TPI és un enzim crucial de la glicòlisi i catalitza la interconversió de fosfat de dihidroxiacetona i gliceraldehid-3-fosfat. S'ha detectat una disminució marcada de l'activitat de TPI i una acumulació de fosfat de dihidroxiacetona en extractes d'eritròcits d'homozigots i heterozigots compostos amb deficiència de TPI. Els individus heterozigots no estan afectats clínicament, fins i tot si es redueix la seva activitat residual de TPI. Els treballs recents suggereixen que una inactivació directa no, però una alteració en la dimerització del TPI podria afavorir la patologia. Això podria explicar per què la malaltia és rara, però els al·lels TPI inactius s'han detectat a major freqüència implicant un avantatge heterozigot dels al·lels TPI inactius.
La mutació més comuna que causa una deficiència de TPI és TPI Glu104Asp. Tots els portadors de la mutació són descendents d'un avantpassat comú, una persona que va viure en el que avui és França o Anglaterra fa més de 1000 anys.